# Se (kana)
せ în hiragana sau セ în katakana, (romanizat ca se) este un kana în limba japoneză care reprezintă o moră. Caracterul hiragana este scris cu trei linii, iar caracterul katakana cu două linii. Kana せ și セ reprezintă sunetul pronunție în japoneză [se].
Originea caracterelor せ și セ este caracterul kanji 世.

## Variante
Kana せ și ゼ se pot folosi cu semnul diacritic dakuten ca să reprezintă un alt sunet:
- ぜ sau ゼ reprezintă sunetul pronunție în japoneză [ze] (romanizate ca ze)[2]

## Folosire în limba ainu
În limba ainu, katakana セ reprezintă sunetul [se] ~ [ʃe](1). Pentru acest sunet se folosește de asemenea katakana pentru shi (シ) în combinație cu katakana minuscul pentru e (ェ) (scris ca シェ). Folosirea de variantele セ și シェ este după preferință.
Dacă katakana セ este scris cu semnul diacritic handakuten (セ゚), atunci reprezintă sunetul [tse]. Pentru acest sunet se folosește de asemenea katakana pentru chi (チ) în combinație cu katakana minuscul pentru e (ェ) (scris ca チェ). Folosirea de variantele セ゚ și チェ este după preferință.
(1)Sunetele [s] și [ʃ] sunt alofone în limba ainu

## Forme
| Formă                                   | Rōmaji     | Hiragana       | Katakana       |
| --------------------------------------- | ---------- | -------------- | -------------- |
| Fără semne diacritice: s- (さ行 sa-gyō) | Se         | せ             | セ             |
| Fără semne diacritice: s- (さ行 sa-gyō) | Sei See Sē | せい せえ せー | セイ セエ セー |
| Cu semnul dakuten: z- (ざ行 za-gyō)     | Ze         | ぜ             | ゼ             |
| Cu semnul dakuten: z- (ざ行 za-gyō)     | Zei Zee Zē | ぜい ぜえ ぜー | ゼイ ゼエ ゼー |

## Ordinea corectă de scriere
|                                      |
| Ordinea corectă de scriere pentru せ |

|                                      |
| Ordinea corectă de scriere pentru セ |

## Alte metode de scriere
- Braille:

| ・・ －・ |

- Codul Morse: ・－－－・